# Васильковецкая сельская община
Васильковецкая сельская община (укр. Васильковецька сільська громада) — территориальная община в Чортковском районе Тернопольской области Украины.
Административный центр — село Васильковцы.
Население составляет 8208 человек. Площадь — 169,1 км².
В соответствии с распоряжением Кабинета Министров Украины от 12 июня 2020 года, в состав общины вошла территория Васильковецкого, Жабинецкого, Коцюбинского, Крогулецкого, Нижборковского, Старонижборковского, Чабаровского и Целиевского сельских советов упразднённого Гусятинского района.

## Населённые пункты
В состав общины входит 9 сёл:
- Васильковцы
- Жабинецкий старостинский округ:
  - Жабинцы
- Коцюбинский старостинский округ:
  - Коцюбинцы
  - Чагары
- Крогулецкий старостинский округ:
  - Крогулец
- Нижборковский старостинский округ:
  - Нижборок
- Старонижборковский старостинский округ:
  - Старый Нижборок
- Чабаровский старостинский округ:
  - Чабаровка
- Целиевский старостинский округ:
  - Целиев